# Титувенай
Титувенай (лит. Tytuvėnai; до 1917 р. офіційна назва Цитовани) — місто в Шяуляйському повіті Литви, у східних передгір'ях Жемайтської височини, за 17 км на схід від Кельме, біля потоку Титува. Тут знаходиться дирекція Титувенайського регіонального парку.
Тут знаходиться колишній монастир бернардинців Титувенай та його ансамбль (поч. XVII — кінець XVIII ст.), одна з найвеличніших пам’яток бароко в Північно-Східній Європі. У Титувенаї є ще кілька культових споруд: Церква Діви Марії (з 1633), церква Казанської ікони Божої Матері (з 1875), каплиця Христових сходів (з 1778), каплиця на цвинтарі Титувенай (з 1827), каплиця-мавзолей Титувенай (з 1853).
Залізнична станція. Гімназія.  Видобуток торфу.
У місті діють Титувенайська середня школа, Титувенайська молодіжна школа (Budraičiai), бібліотека (з 1945 р.), пошта (LT-86061), лісовий музей (заснований 1962 р. на території колишнього лісництва). На церковній площі стоїть пам’ятник Майронісу (1995 р.; фундатор Тадас Каласаускас, скульптор Д. Лукошявічюс). Є залишки садиби Титувенай. У північній частині міста стоїть пам'ятний камінь 1863 р. пам'яті повстанців (збудована у 1930 р.).
З 2004 в Титувенаї щоліта проводиться міжнародний фестиваль мистецтв. У вересні відбувається похід паломників до Шилуви.

## Етимологія

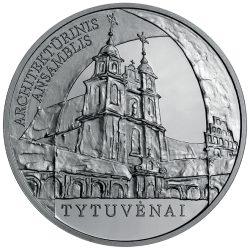
Монета литовського банку номіналом у 50 літів, присвячена архітектурі монастиря Титувенай (2009)

Tytuvėnai — водний топонім, що походить від річки Tytuvas (раніше називалася ``Tytava) з додаванням суфікса ``-ėnai'. Раніше поселення мало назву Tytavėnai',, але з 19 ст. до середини 20 ст. поступово закріпилася нинішня назва.
Інша версія говорить, що місто могло бути назване на честь дворянина Титувенаса або Титавічуса, який жив тут, хоча ймовірніше, що останній був названий на честь місцевості, ніж навпаки — є багато литовських топонімів, які виникли від іменників, і останні не пов'язані з особистими іменами.

## Історія
Поселення відоме з XV століття. 

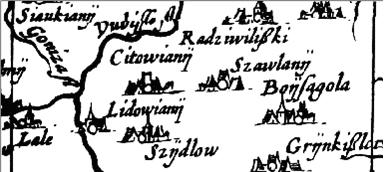
Поселення «Citowianij», позначене на мапі Великого князівства Литовського

У кінці 15 ст. Титувенай позначив на мапі Ніколаюс Кузіетіс. Садиба Титувенай згадується наприкінці 15 століття. 
Перша церква в місті була побудована в 1555 р. При ній виникло місто (згадується в садибному інвентарі 1581 р.). Будівництво монастиря було ініційоване Андріусом Валавічюсом та його родиною, яка повернулася до католицької віри після хвилі Контрреформації. Плани будівництва були розроблені в 1614 р., але будівництво розпочалося лише після смерті Андріуса Валавічюса в 1618 р. Роботи велися спонсором Валавічюса, підскарбієм Великого князівства Литовського. У 1633 була добудована основна частина монастиря і церкви. У 1772–1780 рр. було збудоване подвір’я, в якому розмістили Хресну дорогу.
1724 Август II надав місту привілей щорічного ринку.
1863 в лісах Титувеная діяли повстанці. Однак одного разу на них несподівано напали царські жандарми, майже всі вони були вбиті, також був заарештований і вбитий лідер повстанців З. Цітавічюс. 1864 після повстання монастир у бернардинців відібрали.
21 червня 1931 тут почав працювати центральний уряд усієї Жемайтії.
З початку 20 століття до Другої світової війни Титувенай був популярний як курортне місто через своє розташування серед озер і лісів. У 1923 в містечку проживало 1164 жителі.
У 1950 — 1959 — центр Титувенайського району. 28 грудня 1956 Титувенай отримав міські права.
За совєцських часів працювали торф'яні, сільськогосподарські підприємства, лісництво, швейна майстерня, Титувенайський сільськогосподарський технікум.
19 серпня 2002 затверджений герб Титувеная.

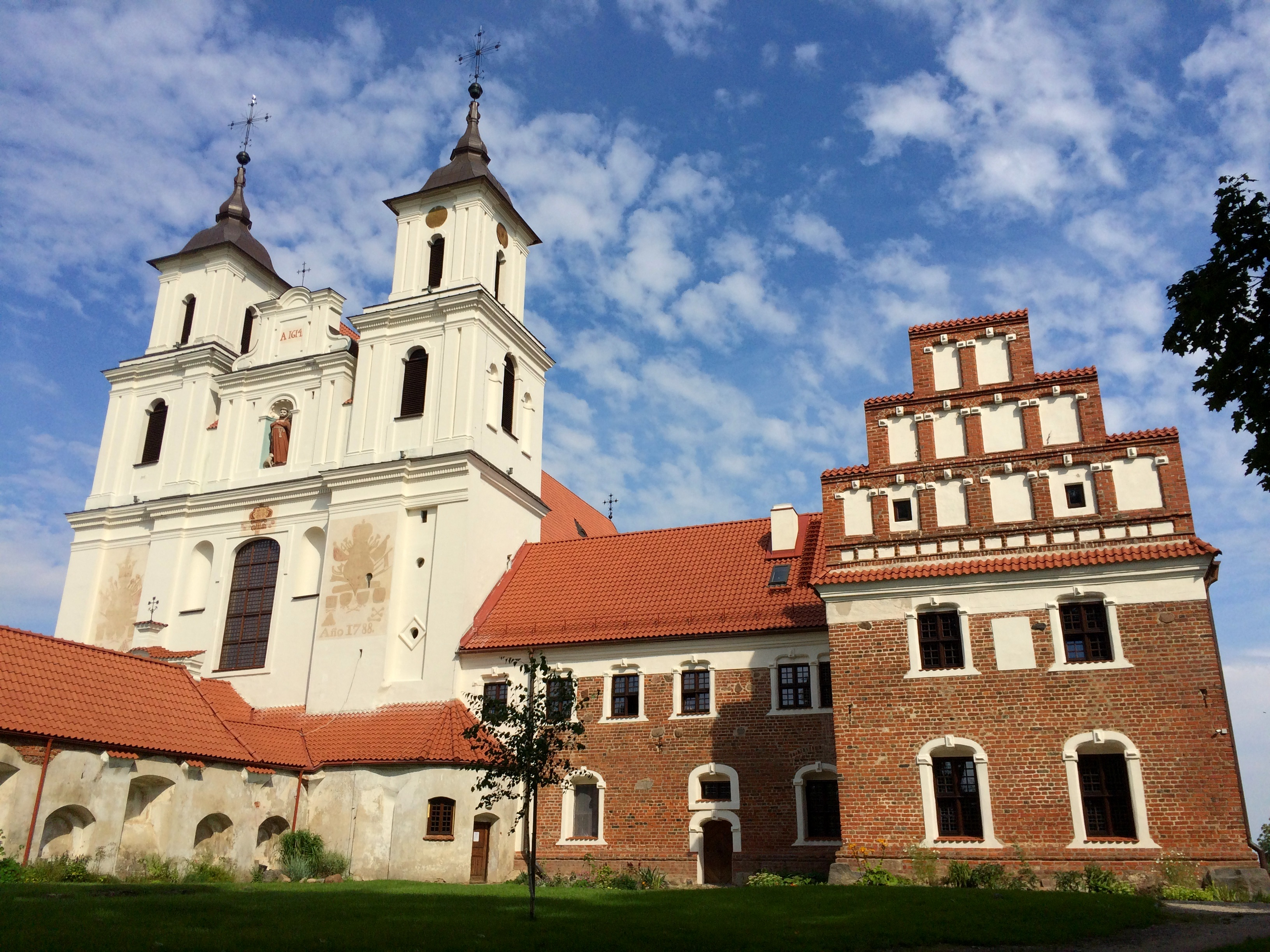
Титувенайський Монастир
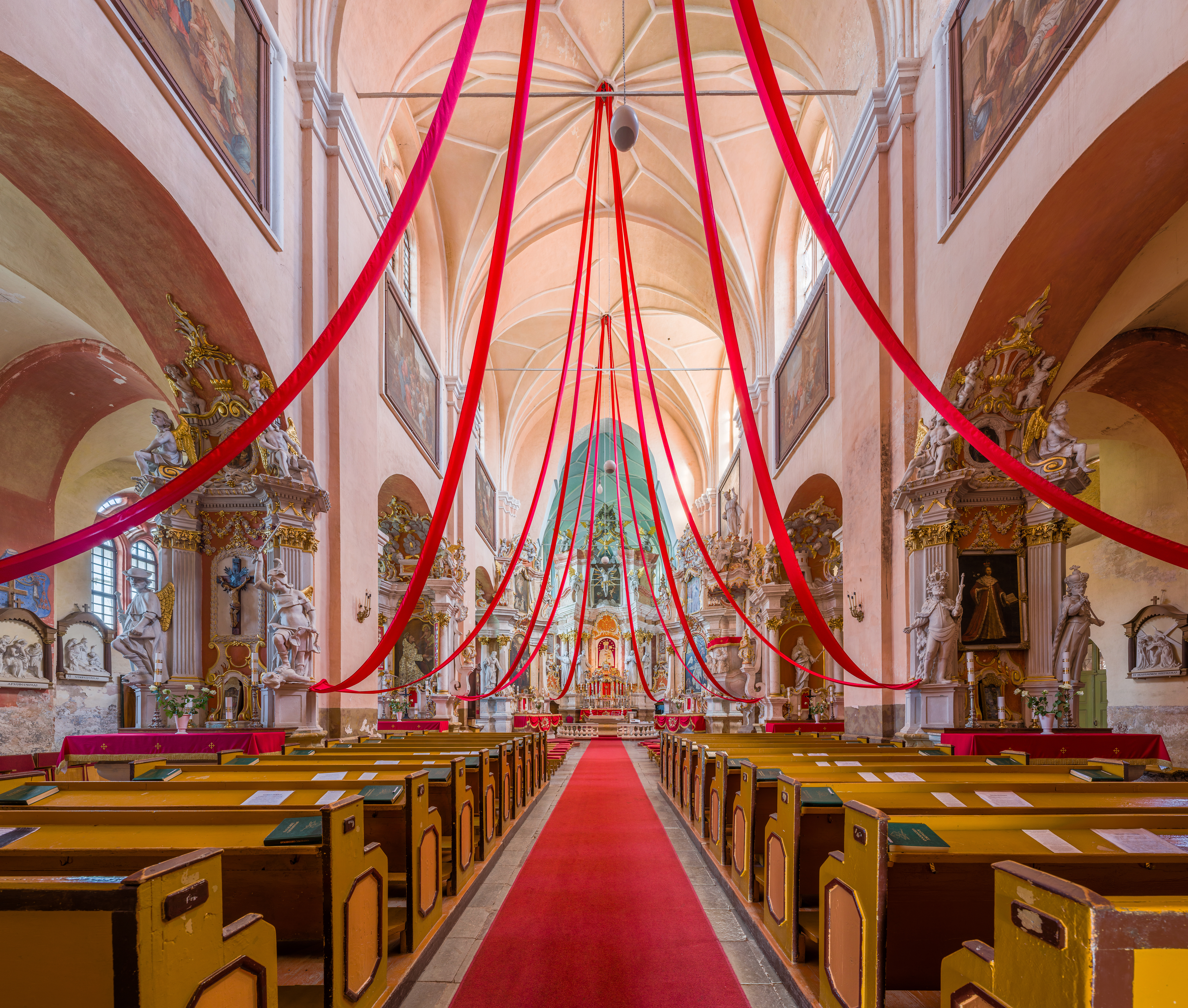
Інтер'єр церкви Титувенського монастиря

## Географія
Титувенай розташований у східних передгір'ях Жемайтської височини, біля потоку Титува. У південній частині міста розташоване озеро Брідвайшіс. Також за містом стоїть курган Титувенай. Неподалік створено Титувенайський регіональний парк. Найважливіші автошляхи — KK157 і KK148.

## Населення
| жителів | 3 213 | 3 111 | 3058 | 2 851 | 2 775 | 2 614 |

## Відомі уродженці та жителі
- Волович, Андрій Іванович (бл. 1570-1614) — засновник монастиря бернардинів у Титувенаї.

## Галерея

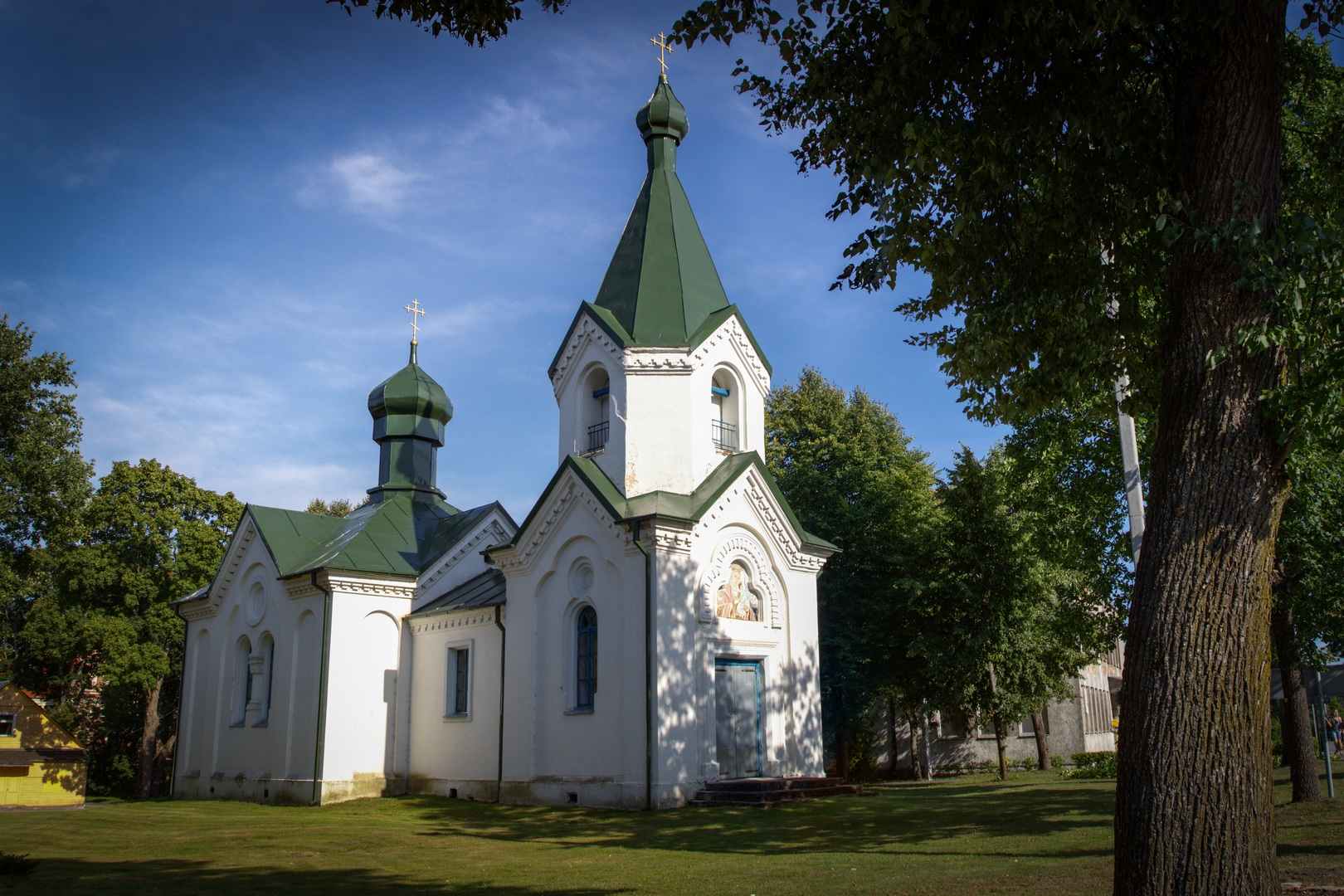
Церква Казанської Божої Матері
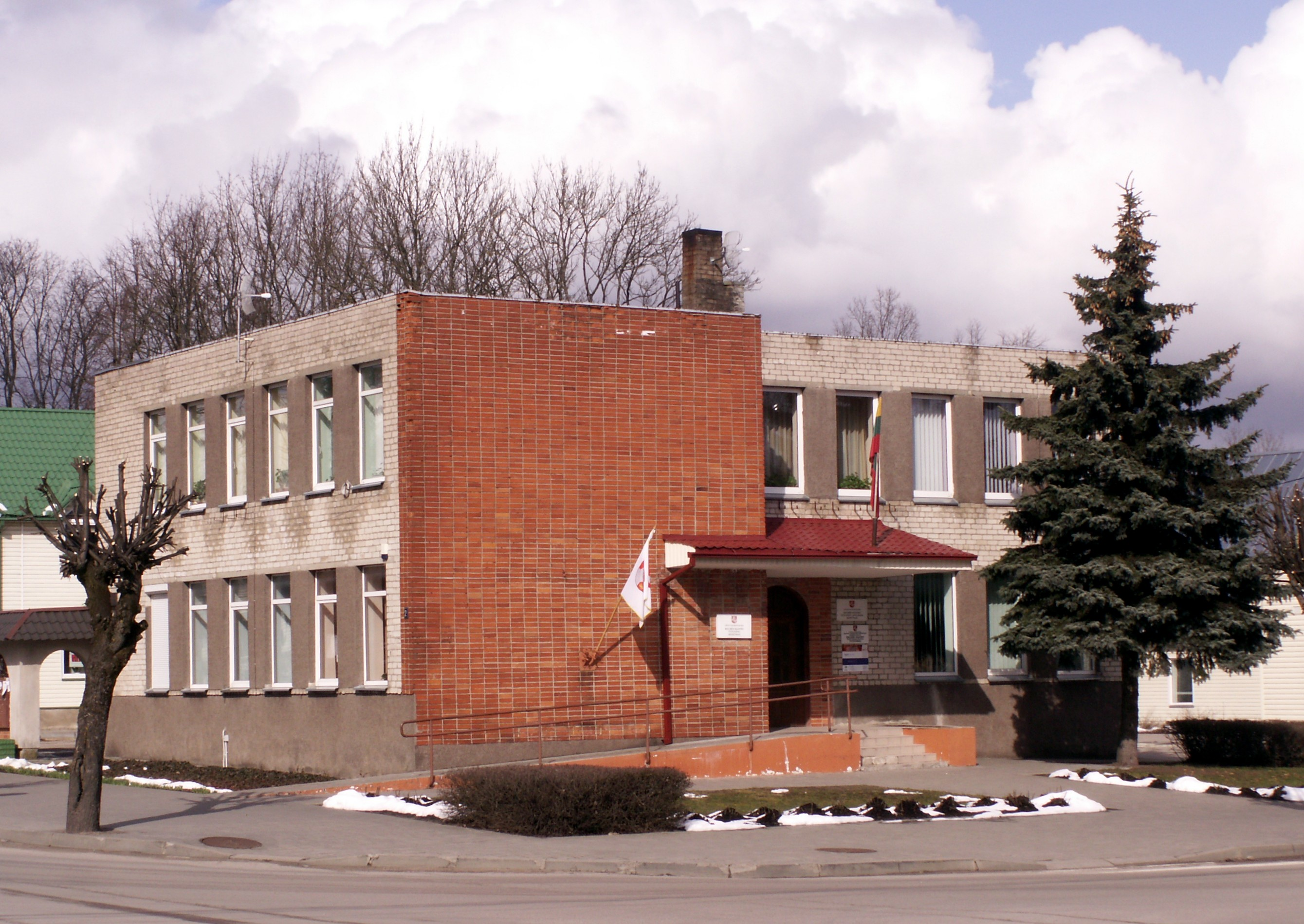
Будівля самоврядування
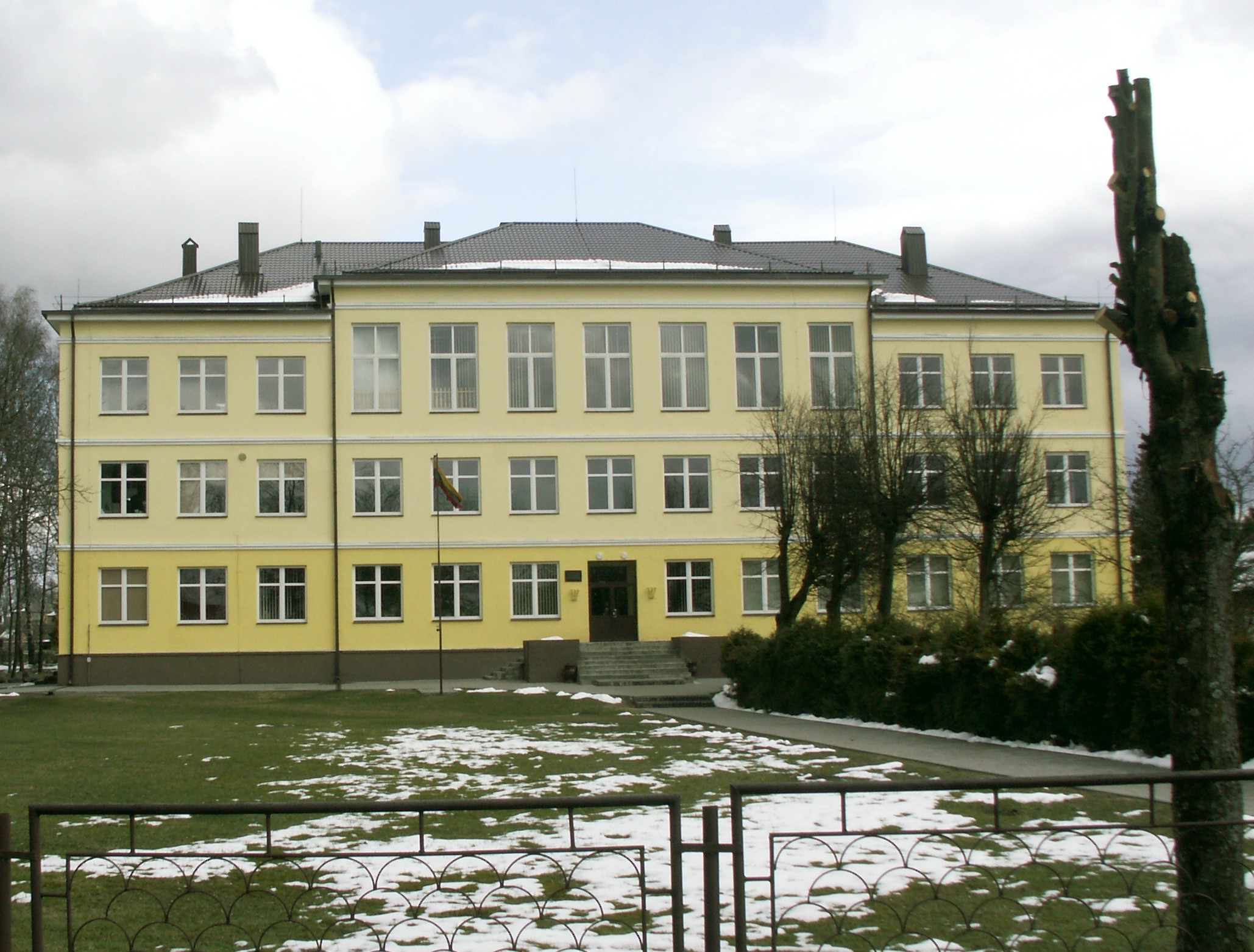
Гімназія в Титувенаї
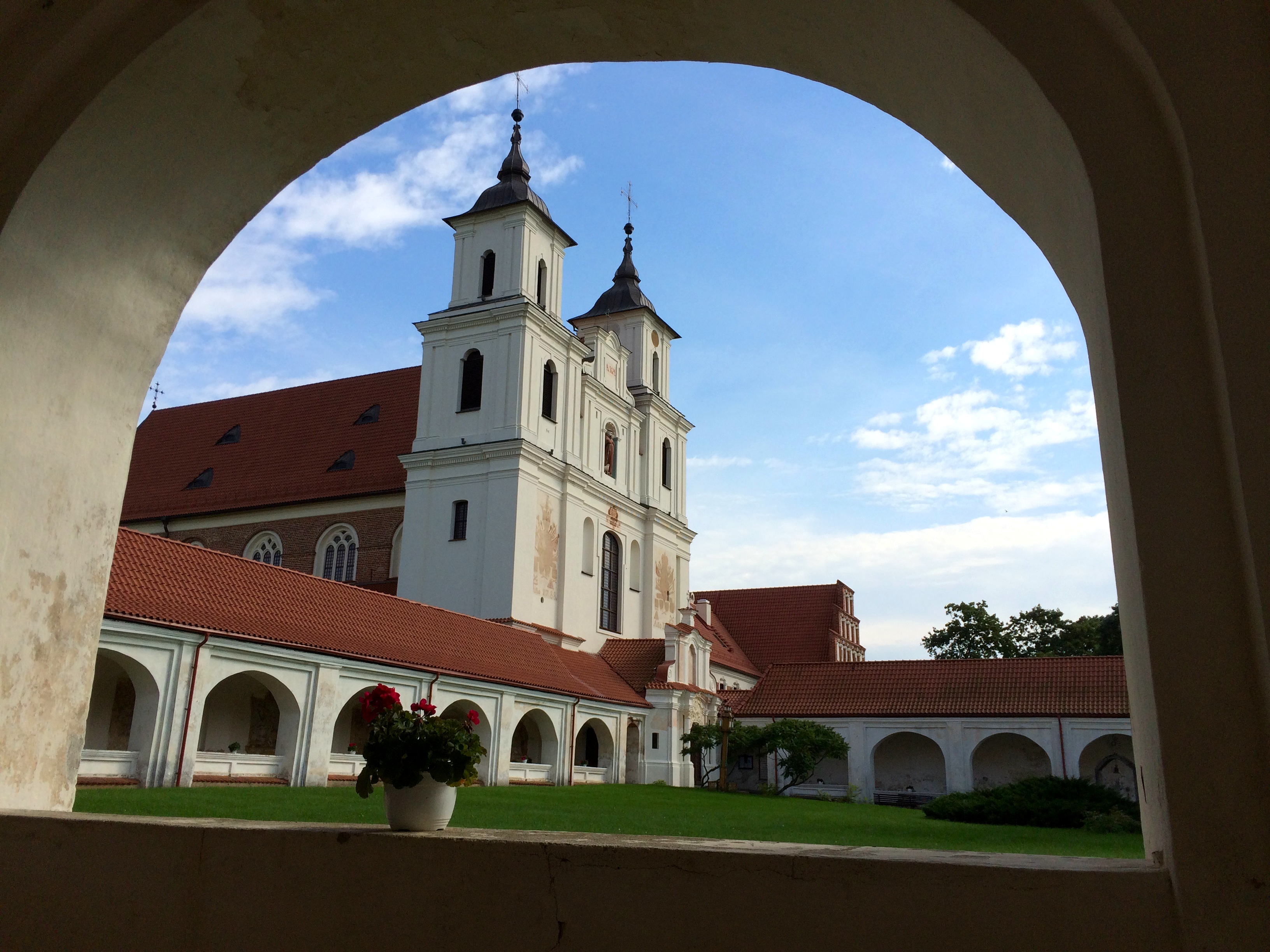
Костел Пресвятої Діви Марії
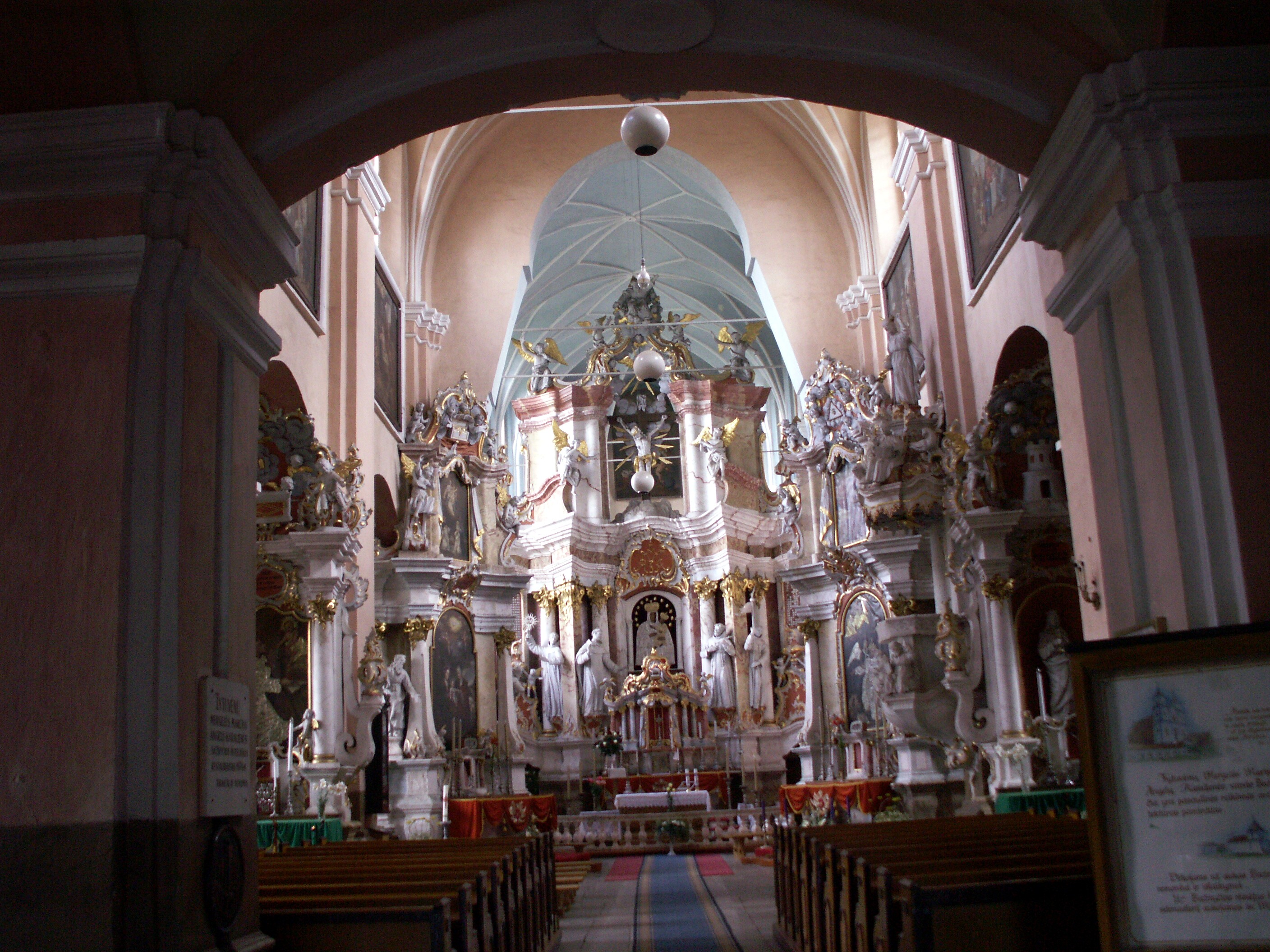
Оздоблення костелу
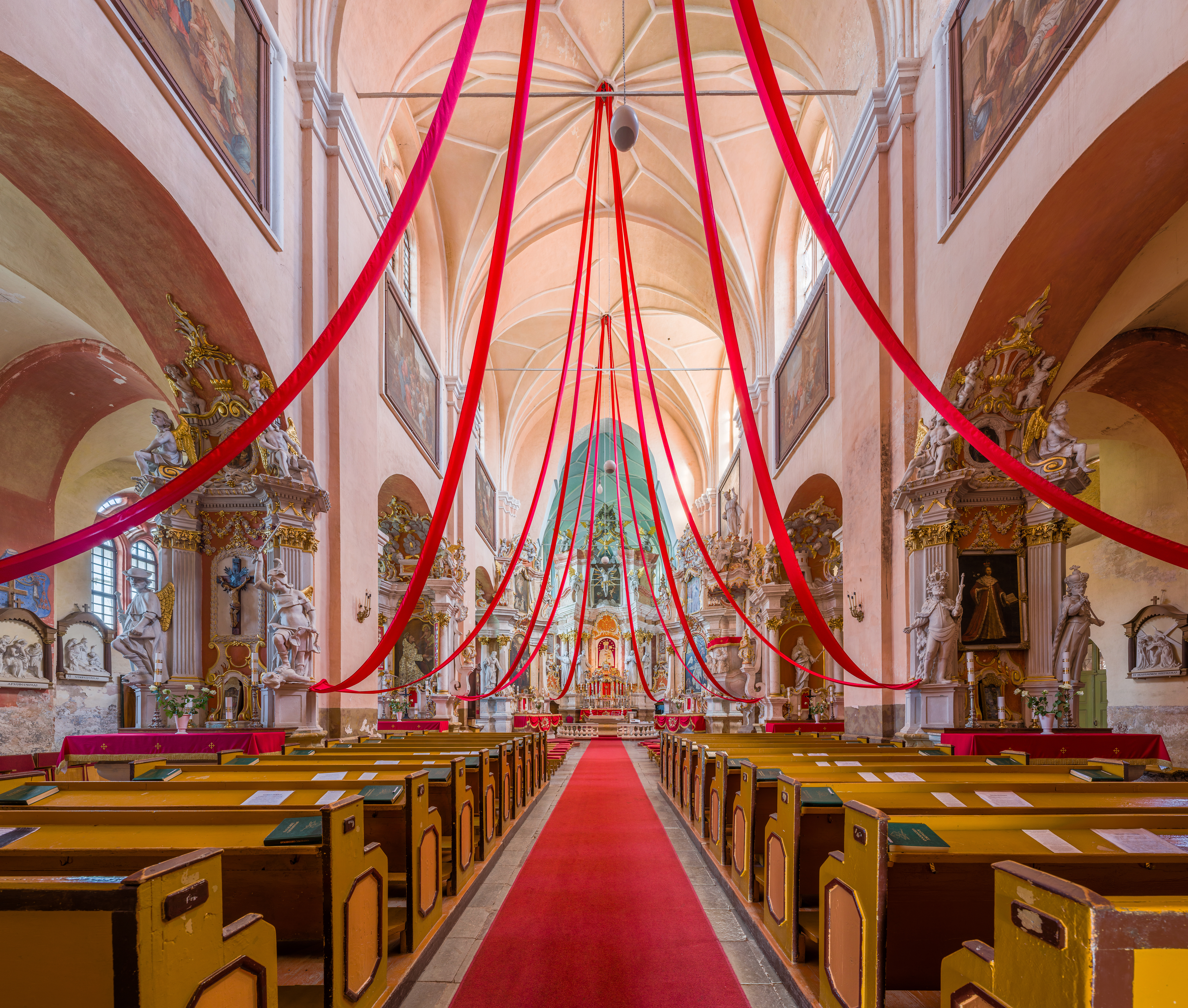
Оздоблення костелу
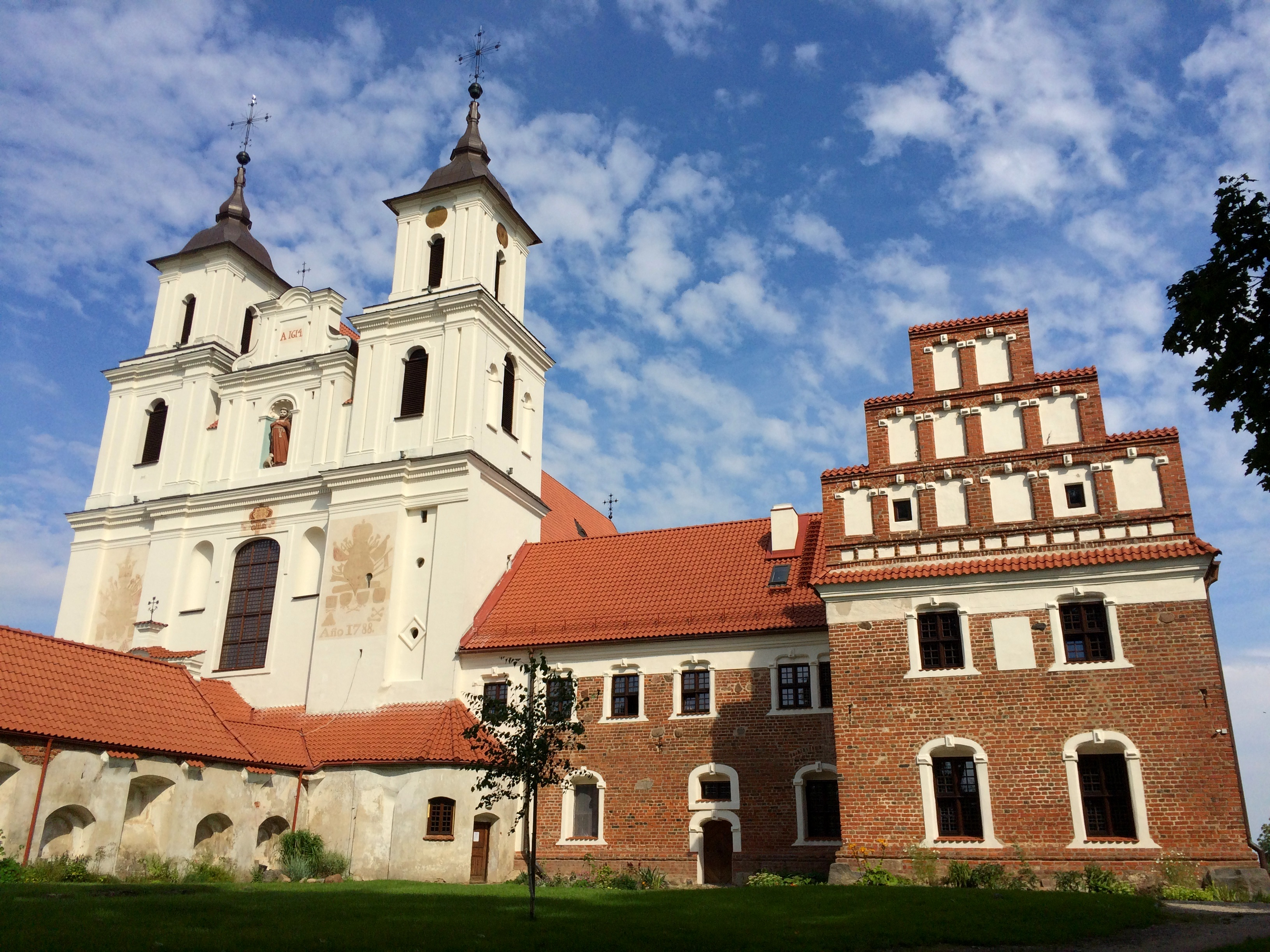
Монастир
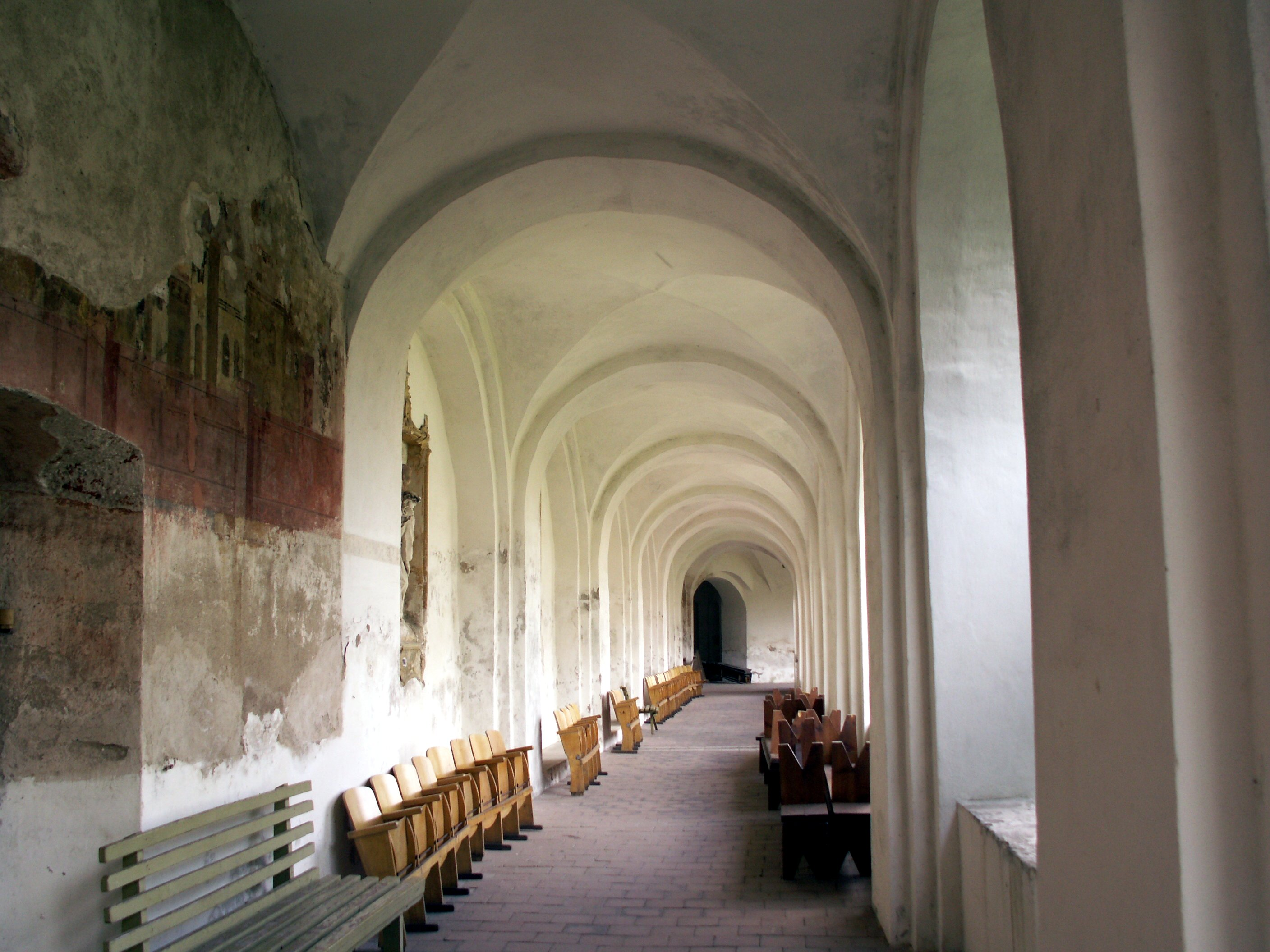
Галерея монастирського двору
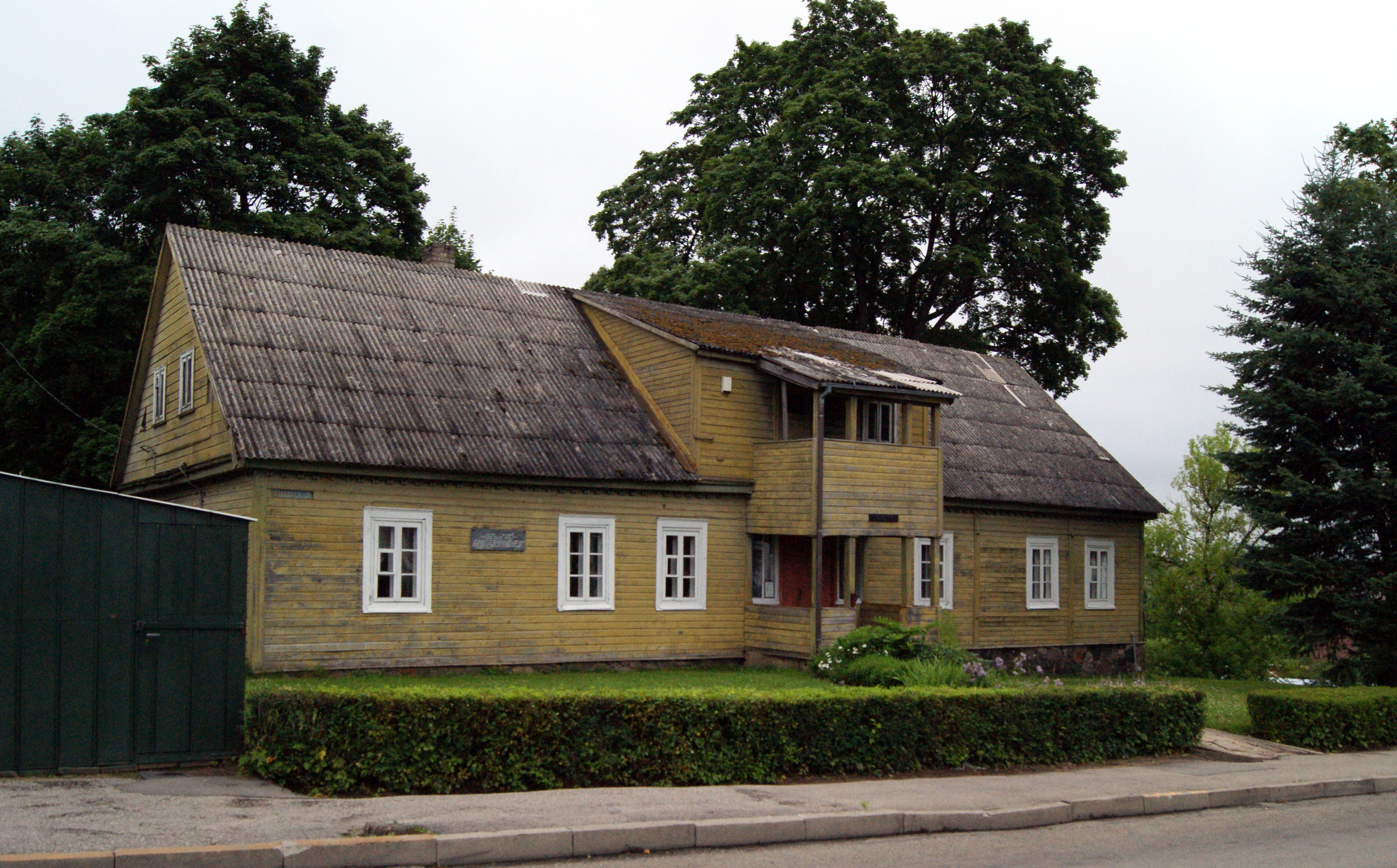
Бібліотека